# Созонівка (Кропивницький район)
Созо́нівка — село в Україні, в Кропивницькому районі Кіровоградської області. Входить до складу Великосеверинівської об'єднаної територіальної громади. Орган місцевого самоврядування — Великосеверинівська сільська рада. Кількість населення на початок 2017 року — 2040 осіб, із них 1560 — дорослого населення та 480 дітей. Щорічно у другу суботу вересня відбуваються урочистості присвячені святкуванню Дня села.

## Географія і клімат
Село Созонівка розташоване в Кропивницькому районі за 7 кілометрів на північний схід від м. Кропивницького на берегах річки Созонівка, яка із заходу на схід протікає селом і у місті Кропивницькому впадає у річку Інгул. Виток річки знаходиться недалеко від села в північно-східному напрямку. На руслі річки Созонівка каскадом розташовано 4 дамби. Рельєф рівнинний з пологим схилом до русла річки Созонівка з північного берегу, та більш крутим схилом зі сторони південного берегу.
Відповідно до фізико-географічного районування України село розташоване в Дністровсько-Дніпровській північностеповій провінції північностепової підзони степової зони. Серед рослинного покриву переважає типова степова трав'яниста рослинність, чагарники та окремі невеликі лісові масиви, що знаходяться на схилі південного берегу річки. Характерним є насадження лісосмуг, які розділяють землі сільськогосподарського призначення.
Клімат обумовлений розташуванням села у степовій зоні. Середня температура січня становить −5,6˚C, липня +20,2˚C. Середньорічна кількість опадів — 474 мм, найменше — у березні та жовтні, найбільше — у липні.
Найнижча середньомісячна температура повітря в січні (−15,1 °C) зафіксована 1963 року, найвища (+1,6 °C) — 2007 року. Найнижча середньомісячна температура в липні (+17,6 °C) спостерігалась у 1912 році, найвища (+25,6 °C) — в 1936 році. Абсолютний мінімум температури повітря (−35,3 °C) зафіксовано 9 січня 1935 року, абсолютний максимум (+38,7 °C) — 27 липня 1909 року і 20 серпня 1929 року.
Переважні напрями вітрів узимку — північно-західні, влітку — південні. Найбільша швидкість вітру — в лютому, найменша — влітку. У січні вона в середньому становить 4,5 м/с, у липні — 3,4 м/с.

## Історія[3]
Перша назва села — Сезонівка походить від слова «сезон», у зв'язку з тим, що поміщик Селіванов  наймав людей на сезонні роботи. Пізніше село мало назву Стара Созонівка, Верхня і Нижня Созонівка, Сазонівка, а з 1980 року — Созонівка. В радянський період часу західна частина сучасної правобережної Созонівки мала назву Густий Гай. До 1980 року село Созонівка було підпорядковано сільській раді села Високі Байраки.
Перша забудова в селі датується 1825 роком. Село було поділено на дві частини: Верхню і Нижню. У кожній із них був свій поміщик. У Верхній — Селіванов, син новогеоргіївського купця Василя Васильовича Селіванова, а в Нижній — Шульський.
Верхню Созонівку заселили переселенці з Росії. Селянські поселення розміщувалися на північному боці балки біля двох ставків, а економія пана — на південному.
За результатами перепису населення 1883—1885 років грамотних у селі було 3 чоловіки серед селян і 4 — серед поміщиків. Населення становило 62 особи чоловічої статі і 74 — жіночої. У селі було 2 будинки і 23 хати.
У поміщика  Селіванова було 4 сини. Він мав 924 десятини 2130 сажень землі, а всі селяни — 136 десятин 1200 сажень  землі. Основним видом діяльності селян було землеробство. Приміщення, де до пожежі у 2014 році знаходилася церква, — колишній будинок  Селіванова. На місці  розташування нинішньої школи поміщик мав намір збудувати церкву для своїх селян, але його задум із невідомих причин не був втілений. У центрі Верхньої Созонівки була  побудована чотирирічна школа.
У Нижній Созонівці господарював  Шульський. На відміну від Селіванова, він володів більшою кількістю землі і був значно заможнішим. Кріпосні селяни Шульського займалися тваринництвом, вирощували пшеницю, овес. За результатами перепису 1883—1885 років грамотних серед селян було 12 осіб, серед купців — 10. Маєток пана розміщувався  на одному з пагорбів між Созонівкою і Густим Гаєм, так звана Філія. Під час другої світової війни її спалили  німці. Помер Шульський у Єлисаветграді в роки Української революції.
У господарствах Селіванова та Шульського були збудовані спеціальні печі, у яких обпалювали цеглу. До нашого часу збереглися споруди, побудовані з цієї цегли у 1902 році (склади дослідного господарства).
З березня по листопад 1918 року село Созонівка було окуповано австро-німецькими військами.
В кінці лютого 1919 року до волосного виконкому Созонівки були обрані більшовики, а 19-25 лютого 1919 року з ініціативи виконкому Єлисаветградької Ради робітничих і солдатських депутатів скликано повітовий селянський з'їзд Рад, який схвалив резолюцію більшовиків у земельному питанні. Фактично в цей час у селі Созонівка почалось становлення радянської влади, але ще в окремі періоди 1919—1920 років село було підконтрольне різним військово-політичним силам.
У 1928—1929 роках на території села знаходилася сільськогосподарська колонія імені  Робесп'єра, яка мала 400 га землі. У 1931 році пройшла колективізація, на території Созонівки та Густого Гаю було утворено три колгоспи.
У колишньому будинку Селіванова був розташований госпіталь, а пізніше — науковий корпус сільськогосподарської дослідної станції, діяльність якої була розпочата у грудні 1912 року як Аджамська сільськогосподарська дослідна станція, що знаходилась на території сучасного військового аеродрому Канатове. Завданням її було вивчення проблем рільництва, агротехніки  вирощування зернових культур та проведення випробування сільськогосподарської техніки, зокрема машин, які випускав єлисаветградський заводчик Ельворті.
За період існування установи не один раз змінювався її статус, підпорядкованість, але незважаючи на це, вона завжди була в авангарді творчого пошуку, розширювала діапазон наукових досліджень, та активно впливала на розвиток сільськогосподарського виробництва регіону та життя села Созонівки. У другій половині 20-го століття завдяки діяльності та розвитку дослідної станції у селі Созонівка були побудовані наукові корпуси, житлові багатоповерхівки та гуртожитки, будинок культури, їдальня, дитячий садок, музична школа і нова загальноосвітня школа.
У 20-х роках минулого століття дослідна станція здійснювала велику роботу з виробництва і поширення серед селянських господарств сортового насіння основних польових культур: жита, пшениці ячменю, вівса та проса. Науковці виїздили до хат-читалень ближніх і далеких сіл, читали селянам лекції з агротехніки вирощування сільськогосподарських культур.
У 1932 році Аджамську сільськогосподарську дослідну станцію перетворено в Українську науково-дослідну станцію олійних культур, яка увійшла в систему Всесоюзного науково-дослідного інституту олійних культур, у 1939 році вона перейшла в підпорядкування сектору науки НКЗ УРСР. Програма робіт значно розширилася, крім олійних, вивчалися зернові та кормові культури. З таким профілем і зоною діяльності станція існувала до початку Другої Світової війни.
На початку серпня 1941 року Созонівка була окупована німцями. Особливих руйнувань село не зазнало, тому що біля Кіровограда був розміщений німецький аеродром. У районі Нижньої Созонівки знаходилися казарми військових льотчиків. Під час окупації у селі були поліцаї. Місцеві жителі згадують одного — Олександра, який допомагав населенню, попереджаючи про облави та арешти і завдяки йому жодна людина не була відправлена до Німеччини. На території села Созонівка діяв партизанський загін «За Батьківщину», штаб якого знаходився у Чорному лісі Знам'янського району.
5-6 січня 1944 року в результаті здійснення  військами 2-го Українського фронту Кіровоградської наступальної операції частини 95-ї і 110-ї гвардійських стрілецьких дивізій звільнили село Созонівку від німецько-фашистських окупантів.
У 1944 станцію передано в систему Українського науково-дослідницького інституту зернового господарства, визначено основний напрямок її діяльності: проведення досліджень з агротехніки та захисту рослин усіх польових культур у зоні північного та центрального степу правобережжя України, а також селекція та насінництво олійних і кормових культур.
У 1949 році, під керівництвом кандидата сільськогосподарських наук А. К. Лещенко, на Українській науково-дослідній станції олійних культур започатковано проведення наукових досліджень із селекції сої.
У 1956 році, на базі Української науково-дослідної станції олійних культур і радгоспу ім. Кірова в ході реорганізації та розширення функціональної діяльності, створена Кіровоградська обласна сільськогосподарська дослідна станція, пріоритетним завданням якої було проведення наукових досліджень із вирощування сільськогосподарських культур відповідно до кліматичних умов області. Організовано нові відділи тваринництва, економіки, механізації сільського господарства, наукової інформації, захисту рослин. Функції дослідної станції розширились, а зона діяльності обмежилася Кіровоградською областю.
У 1960 році в зв'язку з організацією нової системи насінництва зернових, олійних культур і трав дослідній станції було передано два радгоспи: «Червоний землероб» з земельною площею 5274 га і Кінний завод № 174 площею 6349 га.
У 1986 році, з метою удосконалення системи насінництва, на базі установи та радгоспів «Червоний землероб» Бобринецького району і «Шляхом Леніна» Олександрівського району створено науково-виробниче об'єднання «Еліта» (НВО «Еліта»), одним з головних завдань якого було забезпечення потреб області в сортовому насінні сільськогосподарських культур та племінному молодняку великої рогатої худоби та свиней.
З 1994 році установі було повернено попередню назву — Кіровоградська державна сільськогосподарська дослідна станція.
Розпорядженням Кабінету Міністрів України № 538-р від 25 грудня 2005 року Кіровоградську державну сільськогосподарську дослідну станцію реорганізовано в Кіровоградський інститут агропромислового виробництва.
З 1998 році на базі установи функціонує Центр наукового забезпечення АПВ Кіровоградської області, до складу якого входять також Кіровоградський національний технічний університет та Кіровоградський обласний державний проектно-технологічний центр охорони родючості ґрунтів і якості продукції.
З 1 квітня 2012 року, згідно з наказом НААН № 335 від 28.11.2011, Кіровоградський інститут агропромислового виробництва реорганізовано в Кіровоградську державну сільськогосподарську дослідну станцію Інституту сільського господарства степової зони Національної академії аграрних наук.
З 1 січня 2014 року, згідно з наказом НААН № 172 від 16.12.2013, Кіровоградська державна сільськогосподарська дослідну станцію Інституту сільського господарства степової зони Національної академії аграрних наук реорганізована в Кіровоградську державну сільськогосподарську дослідну станцію Національної академії аграрних наук.
Постановою Президії Національної академії аграрних наук України від 18 липня 2018 року «Про перейменування Кіровоградської державної сільськогосподарської дослідної станції НААН», згідно з наказом НААН № 204  від 7 вересня 2018 року змінене найменування Кіровоградської державної сільськогосподарської дослідної станції Національної академії аграрних наук України на Інститут сільського господарства Степу Національної академії аграрних наук України.
27 листопада 2020 року на підставі Розпорядження КМУ від 12 червня 2020 р. № 716-р «Про визначення адміністративних центрів та затвердження територій територіальних громад Кіровоградської області» та рішення Великосеверинівської сільської ради восьмого скликання від 27/11/2020 року № 1 «Про визнання повноважень депутатів Великосеверинівської сільської ради восьмого скликання, обраних 25 жовтня 2020 року», рішення Великосеверинівської сільської ради восьмого скликання від 27/11/2020 року № 24 «Про реорганізацію Созонівської сільської ради Кропивницького району Кіровоградської області»були припиненні повноваження Созонівської сільської ради. З 27 листопада 2020 року с. Созонівка ввійшло до складу Великосеверинівської об'єднаної територіальної громади з адміністративним центром — с. Велика Северинка.

## Економіка
- Науково-інноваційне забезпечення агропромислового виробництва Кіровоградської області здійснює регіональний Центр, який функціонує на базі Інституту сільського господарства Степу НААН. До складу Центру входять також Центральноукраїнський національний технічний університет та Кіровоградська філія ДУ «Держгрунтохорона». До складу ІСГС НААН входить 3 дослідні господарства Кіровоградської області, одне з яких — ДП ДГ «Елітне» знаходиться у селі Созонівка. ІСГС НААН наукову діяльність спрямовує на вирішення актуальних для сільськогосподарського виробництва питань, виходячи з потреб агропромислового комплексу Кіровоградщини.

Спільно з фахівцями Департаменту агропромислового розвитку Кіровоградської ОДА, науковці установи, під методичним керівництвом провідних науково-дослідних установ системи НААН, визначають пріоритетні напрями наукового забезпечення, які закладаються в основу науково-технічних програм. Установа плідно співпрацює з органами виконавчої влади — Департаментом агропромислового розвитку Кіровоградської ОДА, Управлінням освіти і науки Кіровоградської ОДА, Управлінням економіки Кіровоградської ОДА, районними управліннями та службами.
Науковці установи беруть участь у роботі засідань комісій Кіровоградської ОДА та Департаменту агропромислового розвитку Кіровоградської ОДА, оперативних нарадах, у підготовці відповідних науково обґрунтованих пропозицій щодо розвитку аграрного сектора економіки регіону. Науковці установи, спільно з фахівцями департаменту агропромислового розвитку ОДА, відповідно до потреб АПК Кіровоградщини, формують пріоритетні напрями наукового забезпечення АПВ регіону, беруть участь у реалізації завдань регіональної програми науково-технічного й інноваційного розвитку області та Програми розвитку АПК Кіровоградської області до 2020 року. За період 2015—2017 рр., науковцями установи розроблено та внесено 32 пропозиції законодавчим та виконавчим органам влади щодо підвищення ефективності АПК.
Основні напрямки діяльності Інституту сільського господарства Степу НААН:
 — розробка та впровадження систем сучасного землеробства у короткоротаційних сівозмінах;
 — створення та впровадження нових сортів та гібридів сільськогосподарських культур, системи їх насінництва та вдосконалення технологій вирощування сільськогосподарських культур, адаптованих до ґрунтово-кліматичних умов регіону;
 — створення та впровадження науково-обґрунтованих систем ведення рослинництва і тваринництва;
 — розробка та впровадження систем кормовиробництва, підвищення продуктивності та ефективності використання кормових угідь;
 — виробництво та реалізація добазового, базового та сертифікованого насіння зернових, кормових та інших сільськогосподарських культур, вирощування та реалізація племінного молодняку сільськогосподарських тварин;
 — створення, виведення нових і вдосконалення існуючих порід, типів і ліній сільськогосподарських тварин;
 — розробка моделей розвитку тваринництва в умовах регіону, визначення перспективних напрямків конкурентоспроможного розвитку галузі на інноваційній основі;
 — розробка та впровадження комплексів машин для механізації технологічних процесів у рослинництві та тваринництві;
 — розробка економічного обґрунтування моделей та організаційно-правових форм виробництва сільськогосподарської продукції в агроформуваннях із різною формою власності та їх впровадження;
 — визначення вмісту елементів живлення в ґрунті, кормах та якісних показників сільськогосподарської продукції;
 — проведення наукових досліджень, виробничої перевірки та впровадження наукових розробок у виробництво;
 — проведення маркетингових досліджень ринку наукової продукції;
 — здійснення інформаційно-дорадчого забезпечення товаровиробників різних форм власності та навчань спеціалістів і керівників АПК;
 — наукове забезпечення розробок та реалізація регіональних програм інноваційного розвитку АПК.
Щороку при Інституті сільського господарства Степу НААН організовуються Дні поля, на які запрошуються керівники та спеціалісти департаменту агропромислового розвитку облдержадміністрації, районних управлінь та відділів агропромислового розвитку райдержадміністрацій, керівники та спеціалісти сільськогосподарських агроформувань різних форм власності, науковці, представники компаній-дистриб'юторів засобів захисту рослин та добрив. На демонстраційному полігоні інституту учасники мають можливість ознайомитися з передовими агротехнологічними та селекційними дослідженнями ІСГС НААН, оглянути науково-демонстраційний полігон сортів та гібридів сільськогосподарських культур, лабораторно-аналітичне обладнання та інші питання сільськогосподарської діяльності.
Інститут сільського господарства Степу НААН неодноразово брав участь у Міжнародній агропромисловій виставці з польовою демонстрацією техніки та технологій AgroExpo у м. Кропивницькому. Інститут сільського господарства Степу НААН знаходиться за адресою: с. Созонівка, вул. Центральна, буд. 2.
- Кіровоградська філія державної установи «Інститут охорони ґрунтів України» — це єдина в Кіровоградській області науково-дослідна організація, на яку покладено проведення суцільної агрохімічної паспортизації земель сільськогосподарського призначення — однієї з головних складових моніторингу ґрунтів. Філія оснащена сучасними приладами і обладнанням, акредитована у Національному агентстві з акредитації України і має 50 досвідчених та кваліфікованих спеціалістів. За плідну виробничу і науково-просвітницьку діяльність більшість з них мають почесні відзнаки і грамоти Міністерства аграрної політики та продовольства України, облдержадміністрації та інших установ і організацій. Спеціалісти філії можуть щороку виконувати  понад 100 видів різноманітних досліджень ґрунту, продукції рослинництва, продовольчих товарів і будівельних  матеріалів, мінеральних і органічних добрив, води, пестицидів. Знаходиться за адресою: село Созонівка, вул. Центральна, буд. 4.

## Інфраструктура та комунікації[7]
- Село Созонівка з'єднано з іншими населеними пунктами  автомобільними дорогами: у східному напрямках (польова дорога) і у південному напрямку — з автомобільною дорогою Кропивницький — Знам'янка; у західному напрямку — об'їзною автомобільною дорогою м. Кропивницький.  Два берега села з'єднанні між собою автомобільною дорогою через дамбу та пішохідним понтонним металевим мостом. Село Созонівка і м. Кропивницький з'єднанні громадським транспортом (автобуси і маршрутні таксі) за маршрутом № 283 (с. Созонівка (Дослідне поле) — Автовокзал № 1 — вул. Полтавська — мкрн. Ковалівка — пл. Б. Хмельницького — Критий ринок), 3упинка громадського транспорту знаходиться на в'їзді до села.  Внутрішні автомобільні дороги в основному асфальтовані. На території села знаходяться гаражні блоки.
- Комунальне підприємство «Созонівський комунальник», основний напрямок діяльності — забір зі свердловин, очищення та постачання води. Адреса: село Созонівка, вул. Паркова, буд. 9. В селі знаходиться 14 багатоповерхових будинків, в яких власники квартир створили декілька об'єднань співвласників багатоквартирного будинку. Село повністю газифіковане та електрифіковане. Вивіз сміття здійснюється ТОВ «Екостайл».
- В селі знаходяться декілька магазинів, кафе-бар та міні-пекарня.
- Відділення поштового зв'язку Созонівка Кіровоградської дирекції ПАТ «Укрпошта» здійснює доставку поштових відправлень, періодичних видань, відправлення і видачу посилок, пенсій, проведення комунальних та інших платежів. Знаходиться за адресою: село Созонівка, вул. Паркова, буд. 5.
- Село Созонівка підключене до інформаційно-телекомунікаційних мереж. На території населеного пункту є покриття базовими станціями основних операторів мобільного зв'язку України, розгалужена мережа комунікацій ПАТ «Укртелеком», яке надає послуги телефонії, підключення до мережі Інтернет і надання послуг кабельного телебачення. Також аналогічний спектр якісних телекомунікаційних послуг з цілодобовою технічною підтримкою для мешканців села надає компанія Shtorm.net.

## Освіта і медицина
- У 2011 році шляхом злиття Созонівської ЗШ І-ІІІ ступенів (сільська школа заснована у 1905 році) і Созонівського дошкільного навчального закладу «Колосок» був створений Созонівський навчально-виховний комплекс «Загальноосвітня школа І-ІІІ ступенів — дошкільний навчальний заклад» Кропивницької районної державної адміністрації Кіровоградської області.  Дошкільний підрозділ забезпечує належний рівень дошкільної освіти дітей віком від двох до шести років відповідно до вимог Базового компонента дошкільної освіти. Шкільний підрозділ забезпечує відповідний рівень повної загальноосвітньої підготовки учнів віком від 6 до 18 років згідно з вимогами Державного стандарту загальної середньої освіти. Упродовж  багатьох  років навчальний заклад  є  опорним  відділу освіти, молоді та спорту Кропивницької районної державної адміністрації з питань творчого впровадження ідей В. О. Сухомлинського, розбудови національної школи, забезпечення високої ефективності методичної роботи, розвитку творчих здібностей учнів. Адреса: село Созонівка, вул. Академічна, буд. 1.
- Созонівська дитяча музична школа  (заснована у 1981 році). В музичній школі працюють викладачі, які мають фахову вищу освіту.  Функціонують 4 відділи: фортепіанний, народний, вокально-хоровий, теоретичний. Учні музичної школи  постійно беруть участь у регіональних, обласних та Всеукраїнських конкурсах і фестивалях, отримують заслужені нагороди. Адреса: село Созонівка, вул. Паркова, буд. 5.
- Созонівська амбулаторія загальної практики сімейної медицини Комунального некомерційного підприємства Кропивницької районної ради «Центр первинної медико- санітарної допомоги Кропивницького району» — лікувально-профілактичний заклад, який в межах своєї діяльності на засадах сімейної медицини забезпечує проведення комплексу профілактичних заходів з попередження і зниження захворюваності, інвалідності і смертності, раннього виявлення захворювань, надає прикріпленому за сімейно-територіальним принципом населенню кваліфіковану первинну лікувально-профілактичну допомогу, здійснює диспансеризацію та моніторинг за станом здоров'я. Адреса: село Созонівка, вул. Паркова, буд. 9.

## Культура, дозвілля і спорт
- Центром  культурно-розважальних заходів  є сільський будинок культури, який має два зали  (великий — на 550 місць та малий  - на 60 місць), хорову кімнату, 3 гурткові кімнати та зал для  вечорів відпочинку.  При будинку культури діє самодіяльний аматорський хор «Нива», який є постійним учасником та неодноразовим переможцем Всеукраїнського фестивалю-конкурсу вокального хорового мистецтва «Калиновий спів».[10] У квітні 2017 року колектив відзначив свій 50-річний ювілей. В приміщенні будинку культури знаходиться сільська бібліотека.
- При Созонівському НВК діють гурток музичної казки, вокальний ансамбль, хор, предметні гуртки та драматична студія «Ровесник». У навчальному закладі є спортзал, відкритий спортивний майданчик і діють спортивні секції. На північно-східній околиці села є невелике футбольне поле.
- В центральній частині села розміщена паркова зона з дитячою ігровою площадкою.

## Релігійні заклади
- В селі в приміщенні колишнього панського маєтку, яке в 2006 році переобладнано під церкву, знаходиться Свято-Троїцький храм (скіт Свято-Елисаветинського чоловічого монастиря). При храмі діє недільна школа. У березні 2014 року архітектурна пам'ятка зазнала значних пошкоджень у результаті пожежі. Вогнем було знищено стелю і другий поверх будівлі.[11]

## Населення
Згідно з переписом УРСР 1989 року чисельність наявного населення села становила 1947 осіб, з яких 876 чоловіків та 1071 жінка.
За переписом населення України 2001 року в селі мешкали 1843 особи.

### Мова
Розподіл населення за рідною мовою за даними перепису 2001 року:
| Мова       | Відсоток |
| ---------- | -------- |
| українська | 90,01 %  |
| російська  | 9,66 %   |
| білоруська | 0,05 %   |
| гагаузька  | 0,05 %   |
| молдовська | 0,05 %   |

## Особистості
- У селі народився художник Василь Макарович Остапенко[15] (1937—2012) — заслужений працівник культури України (1984), член Національної спілки художників України (1995), член Національної спілки театральних діячів України (1974), член Всесвітньої організації діячів театру ляльок UNIMA (1984).
- Із 1998  по 2015 роки Кіровоградську державну сільськогосподарську дослідну станцію НААН, а з 2015 по 2017 роки — державне підприємство «Дослідне господарство „Елітне“ КДСГДС НААН» очолював заслужений працівник сільського господарства України, кандидат сільськогосподарських наук, старший науковий співробітник Володимир  Вікторович  Савранчук  (1952—2016). Автор понад 110 наукових праць та методичних рекомендацій. Співавтор і відповідальний редактор книги «Науково-обґрунтована система ведення агропромислового виробництва в Кіровоградській області». Нагороджений грамотами Верховної Ради України, Міністерства АПК, Почесною відзнакою УААН, відомчою трудовою відзнакою «Знак пошани» Міністерства аграрної політики України.
- Вагомий внесок у  становлення Созонівської загальноосвітньої школи зробив заслужений учитель УРСР, відмінник народної освіти, ветеран педагогічної праці, фундатор оригінальної авторської школи Сергій Григорович Максютін (1914—1997), який очолював школу протягом 1945—1978 років. У 1978 році досвід роботи очолюваної ним школи було вивчено Академією педагогічних наук та схвалено колегією Міністерства освіти УРСР, результатом чого є  забезпечення оригінального підходу до організації навчально-виховного процесу в школі продовженого дня, раціональне чергування розумової, фізичної праці і відпочинку учнів, турбота про збереження і зміцнення їх здоров'я, забезпечення всебічного розвитку школярів, формування творчої особистості, зміцнення співдружності з підрозділами обласної сільськогосподарської дослідної станції, з батьками і громадськістю. У 2004 році до 90-річчя від дня народження Сергія Григоровича Максютіна  у школі була урочисто відкрита меморіальна дошка великому педагогу.
- Із 1976 по 1998 рік на посаді заступника директора Созонівської школи з навчально-виховної роботи, а по листопад 2014 року — на посаді вчителя історії школи працював  Іванко Андрій Борисович[16][17] (1953—2014) — людина творчої й неспокійної вдачі. Андрій Борисович був багатогранною особистістю, мав енциклопедичні знання, які передавав своїм вихованцям. За його ініціативи розпочала роботу драмстудія «Ровесник», яка діє до цього часу і має звання «Зразковий колектив». З успіхом працював політклуб «Панорама», Клуб любителів прекрасного. До цього часу школу прикрашають куточки, створені Андрієм Борисовичем: «Золота бібліотека юнацтва» біля шкільної бібліотеки, експозиції «Сини твої, Україно» та «Гетьмани України»  біля кабінету історії, пантеон «Пам'ять» тощо.
- Віктор Олексійович Цимбал (1944—2016) — очолював Созонівську дитячу музичну школу від дня заснування по 2016 рік.
- Яловець Євген Андрійович (11.05.1989-11.06.2017), випускник Созонівської ЗОШ І-ІІІ ст. 2005 року, начальник служби захисту інформації Кропивницького РВК. Загинув у зоні АТО, захищаючи державний суверенітет і територіальну цілісність України. Нагороджений орденом «За мужність» ІІІ ст. (посмертно).